# شزندرة زغيباء
شزندرة زغيباء (الاسم العلمي: Schisandra tomentella) هي نوع نباتي يتبع جنس الشزندرة من فصيلة الشزندرية.